# Poggio di Croce
Poggio di Croce è una frazione del comune di Preci (PG) sita a 938 m s.l.m. ed abitata da 10 persone.

## Storia
Il borgo fortificato (podio crucis) sorveglia la strada che porta da Triponzo alla val Castoriana.
Del castello resta la porta ad ogiva ed un antico campanile, posto sopra di essa. Fuori le mura c'è la chiesa di Sant'Egidio, del XV secolo; la facciata contiene affreschi di scuola marchigiana del XV secolo, mentre l'altare è sovrastato da una tela secentesca con la Madonna col Bambino tra i Santi Egidio e Nicola di Bari di Jacopo Confortini, firmato e datato 1640.
La chiesa dell'Annunziata (XVI secolo) contiene invece un importante affresco del XIV secolo con una Annunciazione, opera del fiorentino Giovanni del Biondo, completata in passato da una predella di Rossello di Jacopo Franchi oggi alla Galleria Nazionale di Perugia.
Infine, vi sono le chiese del Santissimo Crocifisso e quella della Madonna della Quercia.
Vi è una comunanza agraria.
Tra i personaggi storici legati al paese, vi è Maestro Berardo di Maestro Cambio di Poggio di Croce, il primo chirurgo originario di Preci di cui si abbiano notizie ufficiali.

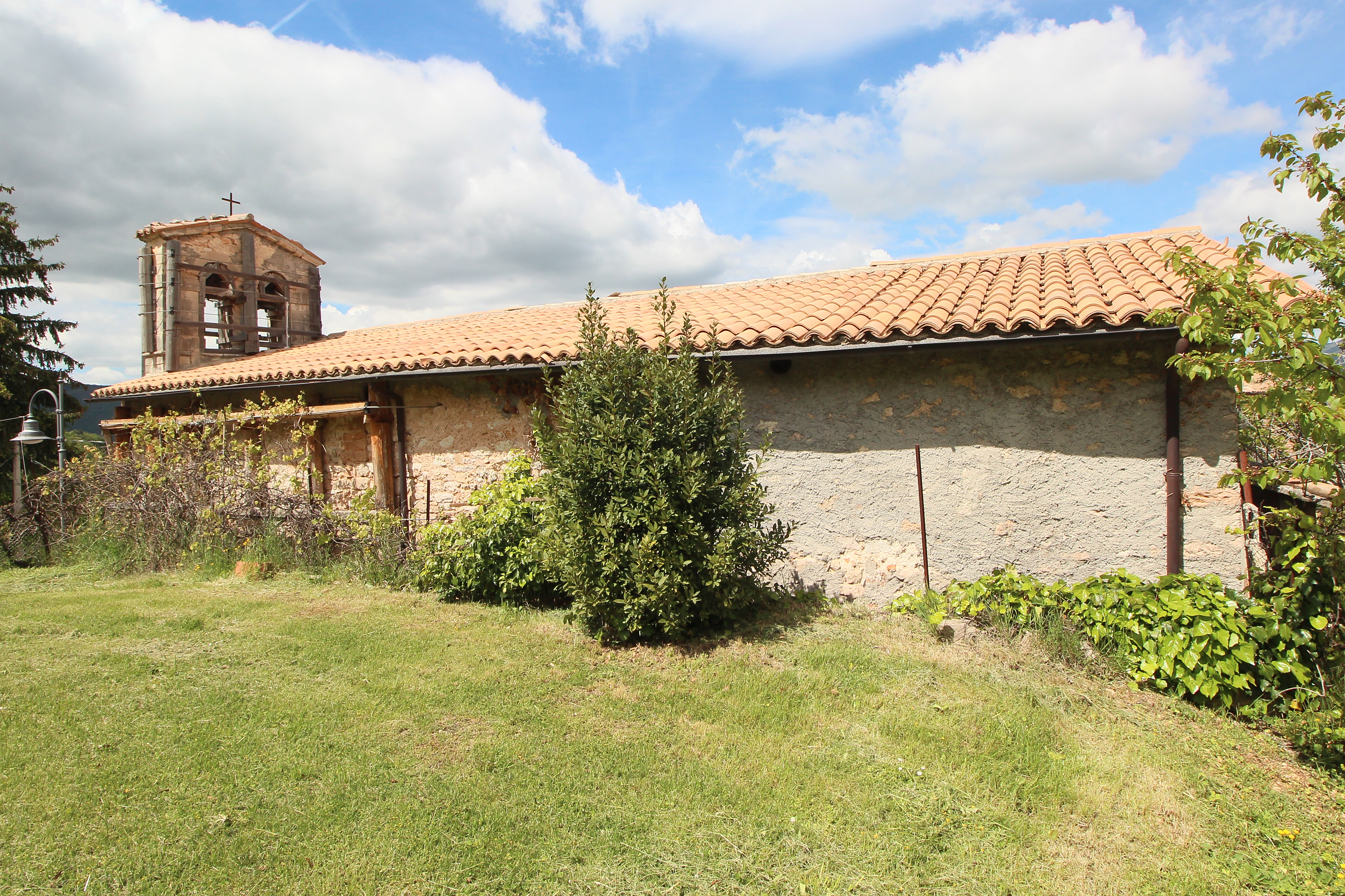
La chiesa di Santa Maria Annunziata nel borgo
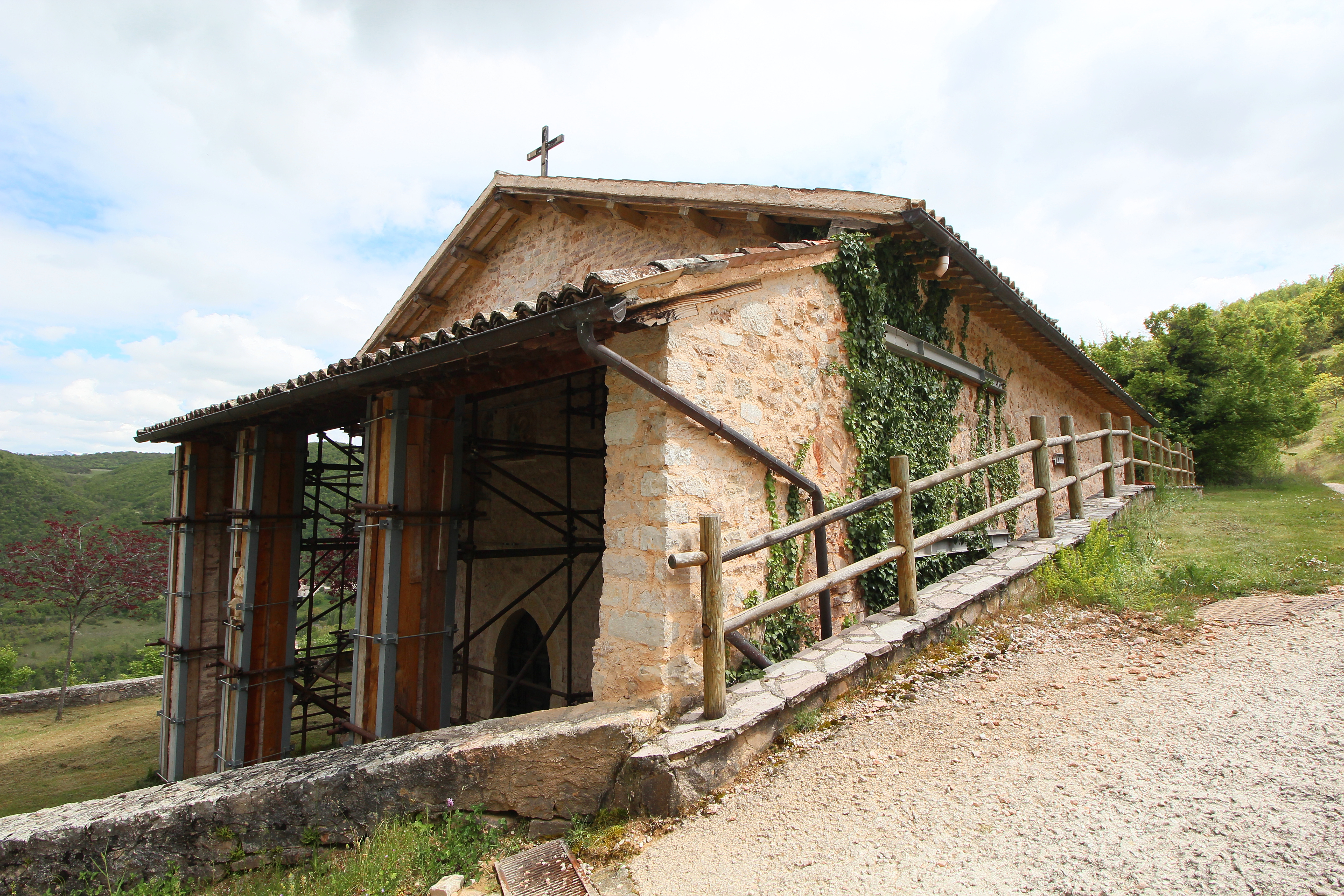
La chiesa di Sant'Egidio vicino il castello
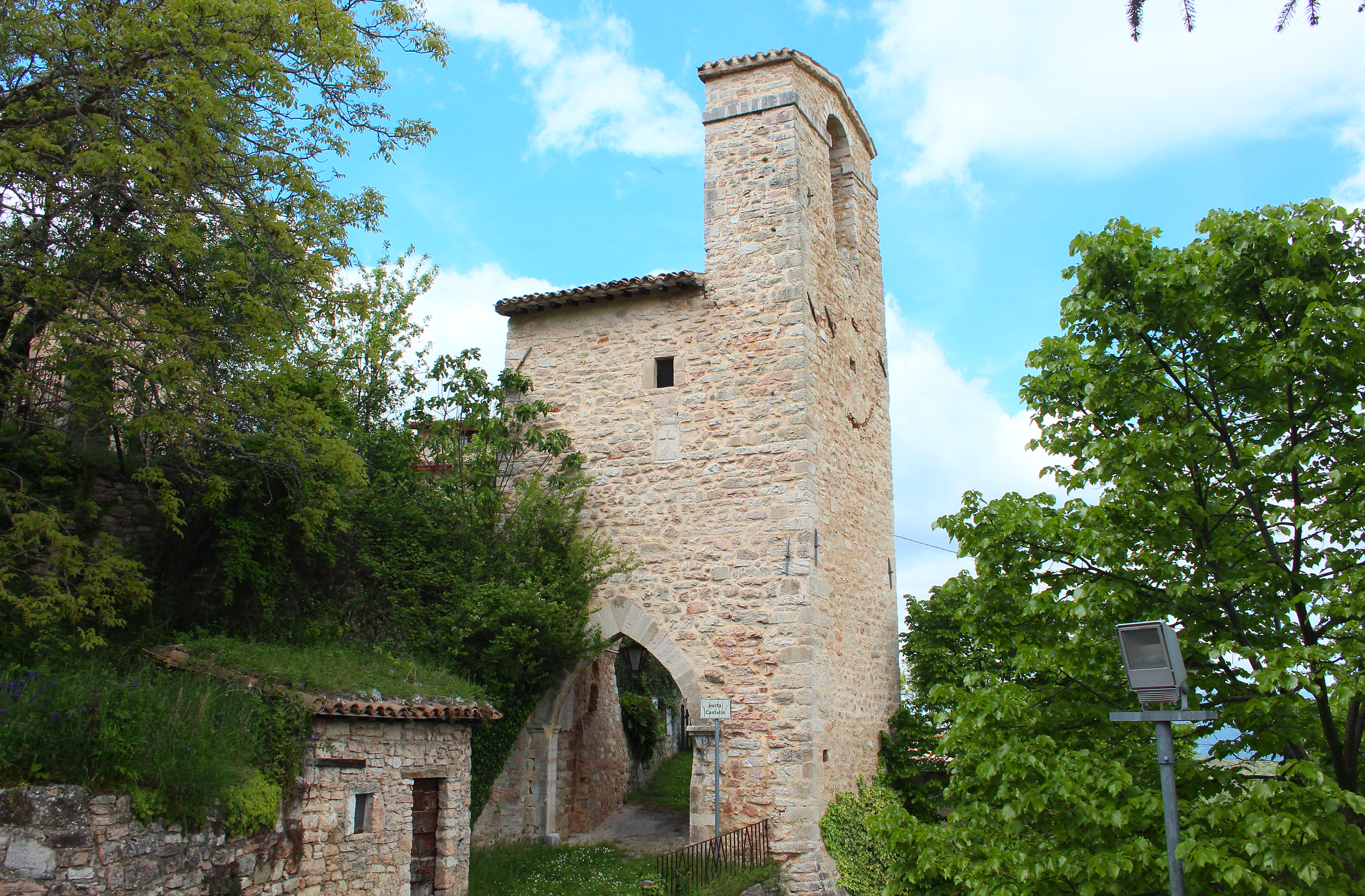
La porta d'ingresso al castello di Poggio di Croce
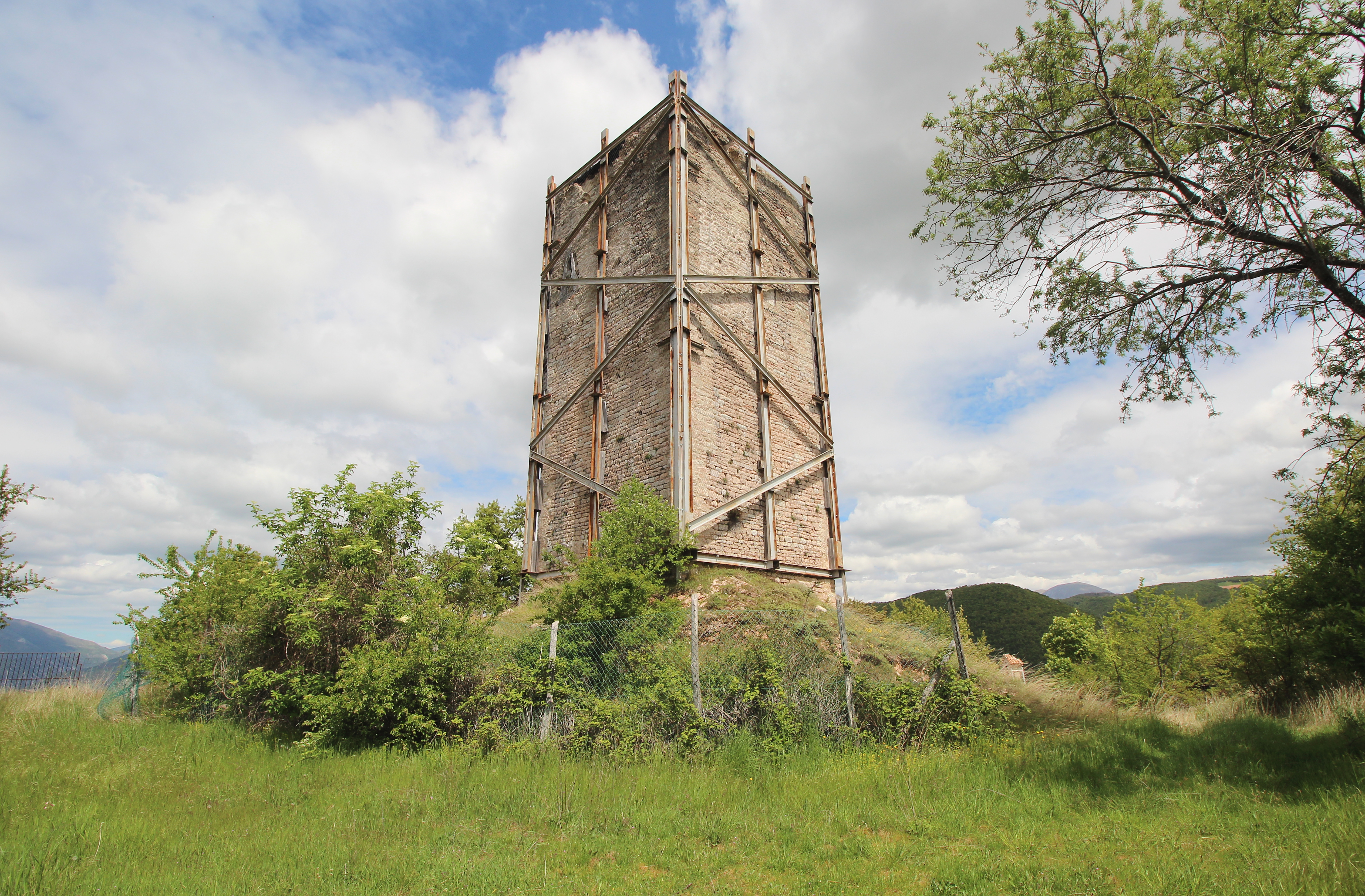
La torre del castello di Poggio di Croce